# Bryan Dabo
Bryan Dabo, né le 18 février 1992 à Marseille, est un footballeur français, international burkinabè, qui évolue au poste de milieu relayeur. Il peut aussi jouer au poste de latéral droit à Sepahan SC.

## Biographie
De nationalité française mais d'origine sénégalaise et malienne du côté maternel et burkinabè du côté paternel, Bryan Dabo découvre le football au Burel FC puis à Aubagne. Parallèlement, il pratique aussi le karaté, notamment entre 13 et 15 ans à l'ASPTT Marseille où il est champion de France de karaté de sa catégorie. En 2005, il intègre le pôle espoirs d'Aix-en-Provence, nouvellement ouvert, pour deux ans de préformation. Il y côtoie Nampalys Mendy et Layvin Kurzawa. À 15 ans, il choisit le football et rejoint le centre de formation de Montpellier.
Bryan Dabo fait sa première apparition en Ligue 1 le 15 mai 2010, lors de la victoire du Montpellier HSC au Parc des Princes (1-3). Tout juste âgé de 18 ans, il entre en cours de jeu en remplacement de Geoffrey Dernis et effectue ainsi sa première sortie avec les professionnels. 
Il poursuit ensuite son apprentissage au sein du centre de formation du MHSC en U19 puis en CFA2. Le 7 juin 2012, Bryan Dabo signe son premier contrat professionnel d’une durée de trois ans avec le Montpellier HSC. Le 15 décembre 2012, il connaît enfin sa première titularisation lors de la large victoire montpelliéraine (4-0) contre Bastia.
Bryan est prêté au club anglais de Blackburn le 28 janvier 2014 pour six mois.
Il est de retour au MHSC pour la saison 2014-15. Il y débute sur le banc mais profite du départ de Siaka Tiéné à la CAN pour s'imposer sur le flanc droit de la défense. Il connait sa 19e titularisation consécutive en championnat au terme de la 35e journée alors qu'il n'avait joué aucune minute avec Montpellier avant la 17e journée. Il marque son premier but avec les professionnels face à Lille le 7 février 2015 (24e journée, défaite 1-2), il récidive face à Nice le 1er mars (27e journée, victoire 2-1).
Le 24 juin 2016, il s'engage avec l'AS Saint-Étienne pour quatre ans et un transfert estimé à 4 millions d'euros. Convoité par des clubs anglais et français, dont l'Olympique de Marseille, Dabo confie avoir préféré un choix sportif plutôt que financier après avoir eu un bon feeling avec le coach, Christophe Galtier, qui compte sur ses qualités de puissance, d'explosivité et de percussion pour renfoncer son milieu de terrain. Il fait ses premiers pas sous ses nouvelles couleurs en match officiel contre l'AEK Athènes au 3e de tour de qualification de la Ligue Europa (0-0). 
Le 30 janvier 2018, Dabo signe à la Fiorentina mais en janvier 2019, Bryan est prêté à la SPAL Ferrara pour 6 mois. Il revient à la Fiorentina et est revendu directement à son club actuel, Benevento Calcio.

## Palmarès
Montpellier HSC:
Championnat de France: vainqueur 2012

## Statistiques
| Saison                | Club                       | Championnat           | Championnat | Championnat | Coupe nationale | Coupe nationale | Coupe de la Ligue | Coupe de la Ligue | Compétition(s) continentale(s) | Compétition(s) continentale(s) | Compétition(s) continentale(s) | Total | Total |
| Saison                | Club                       | Division              | M.          | B.          | M.              | B.              | M.                | B.                | Comp.                          | M.                             | B.                             | M.    | B.    |
| 2009-2010             | Montpellier HSC            | Ligue 1               | 1           | 0           | -               | -               | -                 | -                 | -                              | -                              | -                              | 1     | 0     |
| 2010-2011             | Montpellier HSC            | Ligue 1               | -           | -           | -               | -               | -                 | -                 | -                              | -                              | -                              | 0     | 0     |
| 2011-2012             | Montpellier HSC            | Ligue 1               | -           | -           | -               | -               | -                 | -                 | -                              | -                              | -                              | 0     | 0     |
| 2012-2013             | Montpellier HSC            | Ligue 1               | 16          | 0           | 2               | 0               | 1                 | 0                 | -                              | -                              | -                              | 19    | 0     |
| 2013-2014             | Montpellier HSC            | Ligue 1               | 2           | 0           | -               | -               | -                 | -                 | -                              | -                              | -                              | 2     | 0     |
| 2014                  | Blackburn Rovers FC (prêt) | Premier League        | -           | -           | -               | -               | -                 | -                 | -                              | -                              | -                              | 0     | 0     |
| 2014-2015             | Montpellier HSC            | Ligue 1               | 21          | 2           | 1               | 0               | -                 | -                 | -                              | -                              | -                              | 22    | 2     |
| 2015-2016             | Montpellier HSC            | Ligue 1               | 36          | 5           | -               | -               | 1                 | 0                 | -                              | -                              | -                              | 37    | 5     |
| 2016-2017             | AS Saint-Étienne           | Ligue 1               | -           | -           | -               | -               | -                 | -                 | C3                             | 1                              | 0                              | 1     | 0     |
| Total sur la carrière | Total sur la carrière      | Total sur la carrière | 76          | 7           | 3               | 0               | 2                 | 0                 | -                              | 1                              | 0                              | 82    | 7     |